# Sandrine Erdely-Sayo
Sandrine Erdely-Sayo est une pianiste franco-américaine, née à Perpignan (Pyrénées-Orientales) le 11 octobre 1968.
Elle a obtenu le Prix du ministère de la Culture français à l'âge de 13 ans. Elle vit aujourd'hui aux États-Unis, à Philadelphie, où elle a gagné l'intérêt des Américains.
Elle a notamment enregistré l'œuvre intégrale de Primitivo Lazaro en 2 CD.